# Mohammad Shahabuddin
Mohammed Shahabuddin, també conegut com Shahabuddin Chuppu (Bangla Desh, 10 de desembre de 1949) és un jurista, polític que exerceix com a President de Bangla Desh des de l'abril de 2023. Va ser nominat per la Lliga Awami com a candidat a les eleccions presidencials de 2023. Abans d'esdevenir President, ha exercit nombroses funcions al sector públic, com ara jutge de districte i de sessions i comissionat de la Comissió Anticorrupció entre 2011 i 2016.

## Biografia
Shahabuddin va néixer el 10 de desembre de 1949 al districte de Pabna, a l'antiga Bengala Oriental, domini del Pakistan (actual Bangla Desh). Els seus pares eren Sharfuddin Ansari i Khairunnessa.
Shahabuddin va anar a l'escola Purbatan Gandhi de Pabna fins que va ser admès a l'Acadèmia Radhanagar Majumdar quan cursava quart curs. Després de passar l'examen de secundària el 1966, va anar al Govern Edward College de Pabna on es va llicenciar el 1972. Durant la seva etapa com a estudiant va participar activament en els moviments d'alliberament de Bangla Desh i la guerra d'alliberament.
Un cop llicenciat, va realitzar un postgrau en Psicologia a la Universitat de Rajshahi el 1974, i després va continuar els estudis al Martyr Advocate Aminuddin Law College el 1975.
Va esdevenir un líder estudiantil de la Lliga Awami a finals de la dècada de 1960 i principis de la dècada de 1970, arribant a ser el coordinador del districte de Pabna de la Shadhin Bangla Chatro Shongram Parishad. Va participar en la Guerra d'Alliberament com a lluitador per la llibertat (freedom fighter). Va ser empresonat durant tres anys després de l'assassinat del Sheikh Mujibur Rahman el 1975.
El 1982, Shahabuddin es va incorporar com a Jutge Adjunt del Departament Judicial del Servei Civil de Bangla Desh (BCS). Va ser escollit com a secretari general de l' Associació de Serveis Judicials el 1995 i el 1996.
Shahabuddin va ser designat pel Ministeri de Dret, Justícia i Afers Parlamentaris per servir de coordinador en el judici per processar els assassins de Bangabandhu Sheikh Mujibur Rahman. Va exercir com a comissari electoral a la Lliga Awami del Consell Nacional de Bangla Desh del 2022.

### President de Bangla Desh
El febrer de 2023, Shahabuddin va dimitir del consell d'administració d'Islami Bank Bangladesh Limited després de ser elegit president de Bangla Desh, càrrec que ocupava des del 2017. El 5 d'agost del 2024, després que una onada de protestes a tot el país va provocar que la primera ministra en funcions, Sheikh Hasina, fugís a l'Índia, va emetre una ordre d'alliberament de Khaleda Zia, rival de Hasina i empresonada des de 2018.

### Vida familiar
Shahabuddin està casat amb Rebecca Sultana, una antiga secretària conjunta del govern de Bangla Desh. Junts tenen un fill. En el seu honor, un parc construït pel municipi de Pabna l'any 2020 va rebre el nom de "Parc d'atraccions Bir Mukti Joddha Mohammad Sahabuddin Chuppu".